# Krč
Krč est un quartier pragois situé dans le sud de la capitale tchèque, appartenant à l'arrondissement de Prague 4, d'une superficie de 520,8 hectares est un quartier de Prague. En 2018, la population était de 29 756 habitants.
La ville est devenue une partie de Prague en 1922.